# Dejan Petković
Dejan Petković, auch Pet oder Rambo genannt, (* 10. September 1972 in Majdanpek) ist ein ehemaliger serbischer Fußballspieler. Er wurde auf der Position eines offensiven Mittelfeldspielers eingesetzt. Zuletzt war er 2017 in Brasilien als Trainer aktiv. Außerdem arbeitet er als Sportkommentator.

## Karriere

### Anfänge
Petković startete seine Laufbahn in den Nachwuchsbereichen des RFK Majdanpek und FK Radnički Niš. Bei Radnički bestritt er mit 16 Jahren sein erstes Spiel als Profi. Am 25. September 1988 gab er sein Debüt im Spiel gegen den FK Sarajevo in der damaligen ersten jugoslawischen Fußballliga.
Im Juli 1992 wurde Petković von FK Roter Stern Belgrad gekauft. Obwohl er noch keine 20 Jahre alt war, hatte er sich bereits einen Namen als technisch versierter Spielmacher gemacht. In seiner ersten Saison bestritt er 30 Ligaspiele (5 Tore). Mit dem Klub konnte er zweimal die nationale Meisterschaft gewinnen. Er wurde in der Saison 1991/92 jugoslawischer Meister und 1994/95 serbisch-montenegrinischer Meister.

### Spanien
Im Dezember 1995 wechselte Petković zu Real Madrid. Sein Wechsel zu Real war im Sommer 1995 vereinbart worden, aber Roter Stern wollte Petković noch für die Spiele im UEFA-Pokal 1995/96 einsetzen, schied hier aber bereits in der Qualifikationsphase aus. Petković feierte am 17. Dezember 1995 sein Ligadebüt gegen Celta Vigo. In dem Spiel wurde er in der 65. Minute für Míchel eingewechselt. Anfang Januar 1996 kam er noch zu zwei weiteren Einsätzen von der Bank. Kurz danach wurde er, nach nur einem Monat bei Real, verliehen.
Er ging zum Ligakonkurrenten FC Sevilla. Gleich im ersten Spiel für den Klub am 24. Januar gegen Albacete Balompié, stand er in der Startelf. Bis zum Saisonende kam Petković bei Sevilla aufgrund einer Verletzung auf nur acht Einsätzen (ein Tor), davon sieben Mal in der Startelf. Danach kehrte er zu Real zurück.
Zur Saison 1996/97 hatte Real erhebliche Investitionen in den Umbau seines Kaders getätigt. Für den neuen Cheftrainer Fabio Capello waren Roberto Carlos, Christian Panucci, Clarence Seedorf, Davor Šuker und Predrag Mijatović gekauft worden. Der Wettbewerb um die vorderen Plätze wurde dadurch noch härter. Petković fiel somit endgültig die Rolle eines Ersatzspielers zu. Bis zur Winterpause der Saison kam er nur zwei Einsätzen von der Bank. Aufgrund dessen wurde er wieder verliehen.
Im Januar 1997 wurde Petković zu Racing Santander ausgeliehen. Am Ende der Saison kam er zu Real zurück. Kurz darauf nahm er mit dem Klub an einem Freundschaftsturnier teil. Die Teilnehmer waren außer Real der spanische Klub Real Mallorca und die brasilianischen Teams CR Flamengo sowie EC Vitória. Nach dem Turnier äußerte Vitória Interesse an einer Verpflichtung von Petković.

### Über Brasilien nach Italien und zurück
Petković kam als Leihgabe von Real zusammen mit Bebeto und Túlio (finanziert von der Banco Excel) zu Vitória. Petković blieb dort bis August 1999. Mit dem Klub konnte er zweimal die Staatsmeisterschaft von Bahia und einmal den Copa do Nordeste gewinnen.
Am 22. August wurde seine Rückkehr nach Europa bekannt gegeben, als der FC Venedig ihn verpflichtete. Bereits in der darauffolgenden europäischen Winterpause wurde er wieder abgegeben.
Petković ging zurück nach Brasilien, wo er beim CR Flamengo in Rio de Janeiro einen Vertrag erhielt. Mit dem Klub konnte 2000 und 2001 Staatsmeisterschaft von Rio de Janeiro gewinnen. 2001 kam außerdem der Sieg im Copa dos Campeões hinzu, einem Qualifikationsturnier des CBF zur Copa Libertadores.
Im Jahr 2002 wechselte Petković zum Lokalrivalen CR Vasco da Gama. Mit diesem konnte er den Erfolg in der Staatsmeisterschaft von Rio de Janeiro 2003 wiederholen.

### Engagements in Asien
2003 ging Petković nach China zu Shanghai Shenhua. Mit dem Klub konnte noch 2003 die Meisterschaft gewinnen. Dem Klub wurde 2013 der Titel aber wieder aberkannt. Im Zuge der Meisterschaft war es zu Bestechungen vorgenommen, um den Sieg in der Meisterschaft zu sichern.
Zur Austragung der Meisterschaft 2004 kehrte Petković zu Vasco zurück. Aufgrund seiner guten Leistungen wurde er nach Saisonende mit dem Bola de Prata als einer der beiden besten Mittelfeldspieler ausgezeichnet. Bei dem Klub spielte er mit dem Torhüter Željko Tadić, welchen er aus der Zeit seines ersten Profiklubs Radnički kannte.
Nach Ablauf der Meisterschaft in Brasilien wechselte Petković nach Saudi-Arabien zu Ittihad FC. Mit dem Klub konnte er den Arab Club Champions Cup 2004/05 gewinnen.

### Wieder in Brasilien
Im August 2005 kehrte er nach Rio de Janeiro zurück. Dieses Mal unterzeichnete er einen Vertrag beim Fluminense FC, einem weiteren der vier großen Klubs in Rio. Aufgrund seiner vorher eingegangenen Engagements bei den Rivalen Flamengo und Vasco und seines Alters von 33 Jahren hatten Fans von Fluminense Vorbehalte gegen Petković. Diese konnte er beiseiteschieben, nachdem er in seinem dritten Spiel für Fluminense in der Meisterschaft 2005 beim 6:2-Auswärtssieg über Cruzeiro Belo Horizonte zwei Tore erzielte. Dabei war das erstere Treffer 1000 für Fluminense in der Meisterschaftshistorie. Am Ende der Saison wurde er das zweite Mal mit dem Bola de Prata ausgezeichnet.
Am Ende der Saison 2006 verließ Petković Fluminense. Er spielte 2007 mit dem Goiás EC in der Staatsmeisterschaft von Goiás und anschließend die Meisterschaft 2007 mit dem FC Santos. Nachdem Anfang 2008 der neue Trainer von Santos Emerson Leão kein Interesse an Petković hatte, unterzeichnete er einen Vertrag bei Atlético Mineiro.

### Rückkehr zu Flamengo

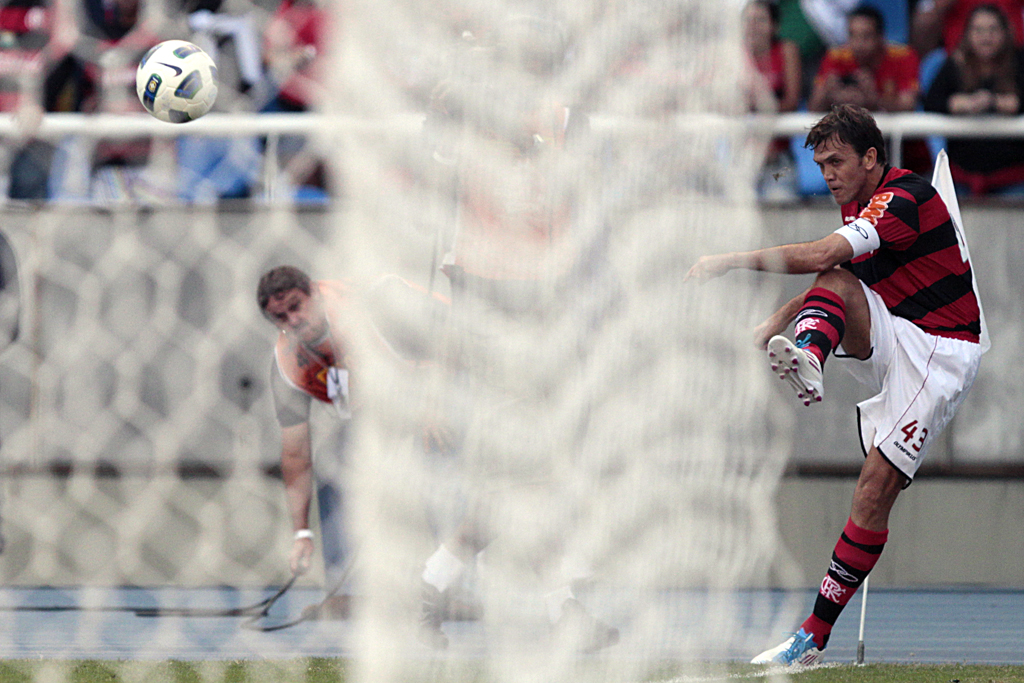
2011 im Spiel gegen Corinthians

Am 20. Mai 2009 kündigte Flamengo die erneute Verpflichtung von Petkovic an. Der Kontrakt erhielt eine Laufzeit über ein Jahr. Im Zuge des Zuge des Gewinns der fünften Meisterschaft für Flamengo 2009 stand der 37-jährige Petkovic in 23 von 38 möglichen Spielen auf dem Platz. Dabei erzielte er acht Tore, davon zwei direkt verwandelte Eckestöße. Am Ende der Saison wurde er wie schon 2004 und 2005 mit dem Bola de Prata ausgezeichnet und erhielt auch den Prêmio Craque do Brasileirão.
Am 5. Juni 2011 trat Petković als Profispieler zurück, nachdem er die erste Hälfte des Ligaspiels gegen Corinthians bestritten hatte. Zur Erinnerung an seinen Rücktritt trugen alle Flamengo-Spieler im Match den Namen Petkovics auf der Rückseite ihrer Trikots.

## Nationalmannschaft
Petković begann mit 15 Jahren für die Jugendmannschaften SFR Jugoslawiens zu spielen. In diesem Alter erzielte er sogar eines der schnellsten Tore im Fußball, nach nur drei Sekunden in einem Spiel gegen Zypern. 1992 war er im Kader beim U-21 Turnier von Toulon, neben Spielern wie Savo Milošević, Zoran Mirković, Željko Cicović, Elvir Bolić, Spira Grujić, Mitko Stojkovski, Miladin Bečanović, Igor Taševski, Sretko Vuksanović und Željko Tadić. Sein Team erreichte das Finale, wo es Portugal unterlag. In der Vorrunde konnte Petković im Spiel gegen die USA zwei Tore erzielen.
Noch im Zuge der Austragung des Turniers erhielt er seine erste Berufung in die A-Nationalmannschaft. Er sollte Teil des Kaders für Fußball-Europameisterschaft 1992 werden. Aber Jugoslawien wurde am 31. Mai wegen der Bürgerkriege in dem Land, nur zehn Tage vor dem Eröffnungsspiel, gesperrt.
1994 folgte Petković einer Einladung der neu formierten Mannschaft Serbien-Montenegros für eine Reise zu Freundschaftsspielen in Brasilien. Im ersten Spiel gegen Brasilien saß er auf der Reservebank. Im Zweiten gegen Argentinien kam es zum Eklat mit seinem Trainer Slobodan Santrač. Petković musste sich von der 30. bis zur 80. Minute aufwärmen. Dann setzte er sich, ohne eine Anweisung dazu erhalten zu haben, auf die Reservebank. Er ging davon aus, nicht mehr eingewechselt zu werden. Aufgrund dieses Verhaltens wechselte Santrač in der 81. Minute nicht ihn, sondern Darko Kovačević ein. Erst 1998 kam Petković zu seinem ersten Länderspieleinsatz. Am 31. März 1995 beim Freundschaftsspiel gegen Uruguay in Belgrad stand er in der Startelf. In seinem zweiten Länderspiel im Heimspiel gegen Russland wieder in Belgrad, erzielte er in der 34. Minute das Tor zum 1:1 (Endstand-1:2).
1998 kam Petković unter dem neuen Nationaltrainer Milan Živadinović wieder zu Einsätzen. Wieder war er auf einer Reise nach Brasilien dabei. Am 23. September 1998 trat man in São Luís gegen Brasilien an. Petković spielte zu der Zeit beim Vitória. Der Einsatz war sein letztes offizielles Länderspiel. Er ging daher später davon aus, dass er nur deshalb berufen worden war, um als Übersetzer agieren zu können.
Im Dezember 1999 wurde Petković von Trainer Vujadin Boškov zu zwei inoffiziellen Länderspielen gegen die Kanarischen Inseln und Katalanische Fußballauswahl. Im Spiel gegen die Kanaren erzielte er ein Tor.
In einem Interview mit der brasilianischen Zeitschrift Placar 2001 äußerte Petković, dass er häufiger in die Nationalelf berufen worden wäre, hätte er nicht Brasilien gespielt, sondern weiter in Venedig. Dazu erhob nach seiner aktiven Laufbahn 2018 zusätzlich den Vorwurf, dass er 1998 bei der Fußball-Weltmeisterschaft hätte mitspielen können, wenn er Funktionäre des Verbandes dafür bezahlt hätte. Ihm selber sei kein entsprechender Vorschlag unterbreitet worden, wüsste aber von Spielern, die gezahlt hätten, um spielen zu dürfen.

## Erfolge
Roter Stern Belgrad
- Jugoslawischer Meister: 1991/92
- Serbisch-montenegrinischer Meister: 1994/95

Real Madrid
- Spanischer Meister: 1996/97
- Supercopa de España: 1997

Vitória
- Staatsmeisterschaft von Bahia: 1997, 1999
- Copa do Nordeste: 1999

Flamengo
- Taça Rio: 2000
- Staatsmeisterschaft von Rio de Janeiro: 2000, 2001
- Taça Guanabara: 2001
- Copa dos Campeões: 2001
- Campeonato Brasileiro de Futebol: 2009
- Troféu Rei do Rio: 2009

Vasco da Gama
- Taça Guanabara: 2003
- Staatsmeisterschaft von Rio de Janeiro: 2003

Ittihad FC
- Arab Club Champions Cup: 2004/05

## Auszeichnungen
- Copa do Brasil Torschützenkönig: 1999
- Bola de Prata: 2004, 2005, 2009
- Prêmio Craque do Brasileirão: 2005, 2009
- Niš Sportler des Jahres: 2009
- Rio-Branco-Orden: 2010[13]

## Trivia
- 1.000 Tor in der brasilianischen Meisterschaft für Fluminense im Zuge der Meisterschaft 2005 am 7. September 2005 im Spiel gegen Cruzeiro Belo Horizonte
- Acht Tore erzielte er mittels direkt verwandeltem Eckstoß[14]
- Ehrenbürger von Rio de Janeiro[15]
- 2010 Ernennung zum Honorarkonsul Serbiens in Brasilien[16]
- Im Walk of Fame am Marcana Stadion hat Petković einen Stern